# Tipula (Lunatipula) kybele
Tipula (Lunatipula) kybele is een tweevleugelige uit de familie langpootmuggen (Tipulidae). De soort komt voor in het Palearctisch gebied.